# اینگو بادینگ
 اینگو بادینگ (انگلیسی: Ingo Buding؛ ۹ ژانویهٔ ۱۹۴۲ – ۱۳ مارس ۲۰۰۳) یک تنیس‌باز اهل آلمان غربی بود. 